# Karolina Ciaszkiewicz-Lach
Karolina Ciaszkiewicz-Lach (ur. 7 września 1979 we Wrocławiu) – polska siatkarka, grająca na pozycji przyjmującej, reprezentantka Polski. Wychowanka Gwardii Wrocław.
W sezonie 2011/2012 kapitan drużyny BKS Aluprof Bielsko-Biała.
Po sezonie 2011/2012 zawodniczka postanowiła wziąć urlop macierzyński. Po roku wróciła do klubu z Bielska-Białej. Od sezonu 2014/2015 była zawodniczką Polskiego Cukru Muszynianka Muszyna. Po sezonie 2017/2018 zakończyła karierę sportową.
Jest córką siatkarza reprezentacji Polski Marka Ciaszkiewicza i siostrzenicą siatkarki reprezentacji Polski Elżbiety Ciaszkiewicz.

## Sukcesy klubowe
Mistrzostwa Polski Juniorek:
- 1996

Mistrzostwo Polski:
- 2010
- 2003, 2005, 2009
- 2000, 2011, 2015

Puchar Polski:
- 2005, 2009

Superpuchar Polski:
- 2005, 2010

Mistrzostwo I Ligi:
- 2017[1]
- 2018